# Улица Братьев Габайраевых
Улица Братьев Габайраевых — улица во Владикавказе, Северная Осетия, Россия. Улица располагается в Иристонском муниципальном округе. Начинается от улицы Шмулевича и заканчивается Бакинской улицей. Улицу Братьев Габайраевых пересекают улицы Салатова и Батумская.
На нечётной стороне улицы Братьев Габайраевых заканчивается улица Дербентская улица.
Улица названа в честь восьмерых братьев Габайраевых, погибших во время сражений Великой Отечественной войны.
Улица образовалась в 50-е годы XX столетия в районе кварталов 772, 773, 774, 775, 776 и 777. 27 октября 1953 года ей было присвоено наименование Восточная улица.
17 ноября 1995 года городской совет Владикавказа переименовал Восточную улицу в улицу Братьев Габайраевых.